# Cesare Orlandi
Cesare Orlandi (Città della Pieve, 26 luglio 1734 – Perugia, 20 dicembre 1779) è stato uno scrittore e storico italiano.

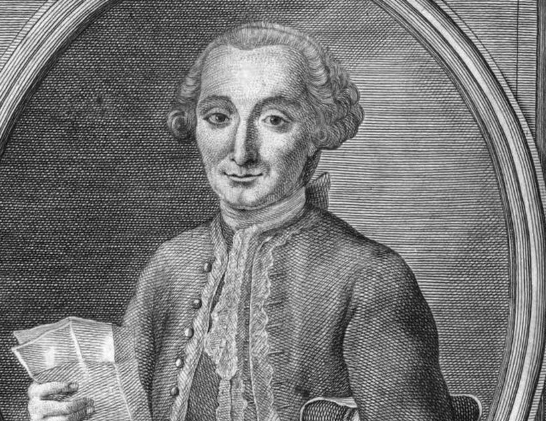
Raffigurazione di Cesare Orlandi, tratta dal primo tomo della sua opera Delle città d'Italia e sue isole adjacenti compendiose notizie (1770)

Si possiedono informazioni scarse e controverse della sua vita. Era un nobile di Fermo, di Atri e di Città della Pieve. È noto principalmente per aver scritto la monumentale opera Delle città d'Italia e sue isole adjacenti [sic] compendiose notizie (1770-1778), che riporta informazioni esaustive e schizzi di notevole qualità artistica di molte città italiane e che è stata pubblicata a spezzoni nell'arco di quasi un decennio (1770-1778).
L'opera è rimasta incompiuta a causa della sua morte avvenuta a Perugia nel 1779, e l'elenco delle città italiane trattate nell'opera va dalla lettera A (primo tomo) alla lettera C (quinto tomo). L'opera è spesso una preziosa fonte di informazioni per conoscere la struttura, l'ordinamento, l'architettura e la storia delle città italiane fino al Settecento.

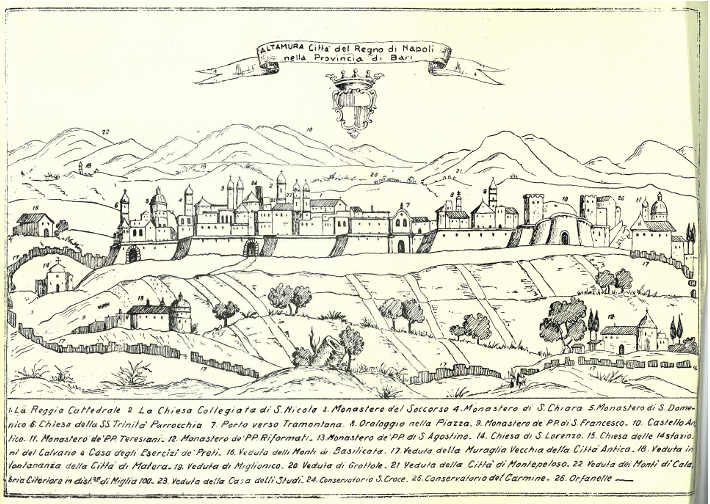
Un'illustrazione della città di Altamura tratta dall'opera Delle città d'Italia; a sinistra è visibile il castello antico, oggi del tutto demolito)

## Opere
- Cesare Orlandi, Delle città d'Italia e sue isole adjacenti [sic] compendiose notizie, vol. 1, Perugia, Stamperia Augusta, presso Mario Riginaldi, 1770.
- Cesare Orlandi, Delle città d'Italia e sue isole adjacenti [sic] compendiose notizie, vol. 2, Perugia, Stamperia Augusta, presso Mario Riginaldi, 1772.
- Cesare Orlandi, Delle città d'Italia e sue isole adjacenti [sic] compendiose notizie, vol. 3, Perugia, Stamperia Augusta, presso Mario Riginaldi, 1774.
- Cesare Orlandi, Delle città d'Italia e sue isole adjacenti [sic] compendiose notizie, vol. 4, Perugia, Stamperia Augusta, presso Mario Riginaldi, 1775.
- Cesare Orlandi, Delle città d'Italia e sue isole adjacenti [sic] compendiose notizie, vol. 5, Perugia, Stamperia Augusta, presso Mario Riginaldi, 1778.